# Francis Charmes
Pour les articles homonymes, voir Charmes.
Marie François dit Francis Charmes, né le 21 avril 1848 au château de Baradel à Aurillac (Cantal) et mort le 4 janvier 1916 à Paris, est un journaliste, diplomate, haut fonctionnaire, personnalité politique français. Il est élu à l'Académie française en 1908 et dirige la Revue des Deux Mondes.

## Biographie

### Jeunesse et études
Francis Charmes étudie le droit à l'université de Paris et est reçu au concours d'avocat.

### Parcours professionnel
Francis Charmes est fonctionnaire de l'Assistance publique - Hôpitaux de Paris. Il est titulaire d'une direction au ministère des Affaires étrangères en 1885 lors du ministère Brisson, ministre plénipotentiaire en 1880, directeur des Affaires politiques au ministère des Affaires étrangères (1885), puis conseiller d'État en service extraordinaire en 1886. Il s'oriente ensuite vers une carrière de journaliste, d'abord comme collaborateur au Journal des débats pendant une trentaine d'années, puis, de 1894 à 1916, il est chroniqueur politique dans la Revue des deux Mondes, dont il assure la direction du bulletin politique à partir de 1904, puis la direction générale à partir de 1907, succédant à Ferdinand Brunetière.
Francis Charmes est député du Cantal durant deux mandats, de 1881 à 1885 puis de 1889 à 1898. Durant son premier mandat de député, Francis Charmes semble promouvoir une politique arabe pour la France. Il joue un rôle important dans la diffusion d'une colonisation républicaine libérale autour de Léon Say puis d'Alexandre Ribot, chefs de file des républicains modérés.
Il est ensuite élu sénateur en 1900 et assure cette fonction jusqu'en 1912.
Francis Charmes est élu à l'Académie française, le 5 mars 1908, au fauteuil 40, succédant à Marcellin Berthelot, mort le 18 mars 1907. Sa réception officielle a lieu le 7 janvier 1909. Après sa disparition, survenue le 4 janvier 1916, il est remplacé, le 16 mai 1918, par Jules Cambon. En 1913, il participe à la fondation de la Société des amis de la Bibliothèque nationale.

### Parcours professoral
Francis Charmes enseigne à l'École libre des sciences politiques, où il a été recruté par Émile Boutmy. Dans un discours donné en raison du vingt-cinquième anniversaire de Sciences Po, Boutmy se félicite d'avoir « fait des professeurs d'hommes destinés apparemment à ne jamais l'être », et cite, notamment, Charmes.

## Œuvres
- Études historiques et diplomatiques (1893)
- Les Questions actuelles de politique étrangère en Europe (1907)
- L'Allemagne contre l'Europe, la guerre (1914-1915) (1915)

## Distinctions
- 1886 :  Officier de la Légion d'honneur[5]
- 1908 : membre de l'Académie française